# Thrissur
Thrissur là một thành phố và là nơi đặt hội đồng thành phố (municipal corporation) của quận Thrissur thuộc bang Kerala, Ấn Độ.

## Nhân khẩu
Theo điều tra dân số năm 2001 của Ấn Độ, Thrissur có dân số 317.474 người. Phái nam chiếm 49% tổng số dân và phái nữ chiếm 51%. Thrissur có tỷ lệ 86% biết đọc biết viết, cao hơn tỷ lệ trung bình toàn quốc là 59,5%: tỷ lệ cho phái nam là 87%, và tỷ lệ cho phái nữ là 85%. Tại Thrissur, 10% dân số nhỏ hơn 6 tuổi.